# 焦煤公司
河南煤业化工集团焦煤公司（前稱為焦作煤業集团有限责任公司），河南煤業化工集團旗下公司，是在1894年成立，也是河南省最早採礦產業，主要業務生產煤電、电力、冶炼、化工、建材、机械制造、电子、轻工等業務。現任董事長及總經理張延明。
2009年，和另外3家企業合併，組成河南煤業化工集團。

## 連結
- 河南煤业化工集团焦煤公司
- 河南煤业化工集团：在兼并重组中提升竞争力 中国矿产资源整合律师网 （页面存档备份，存于）